# Ferragudo

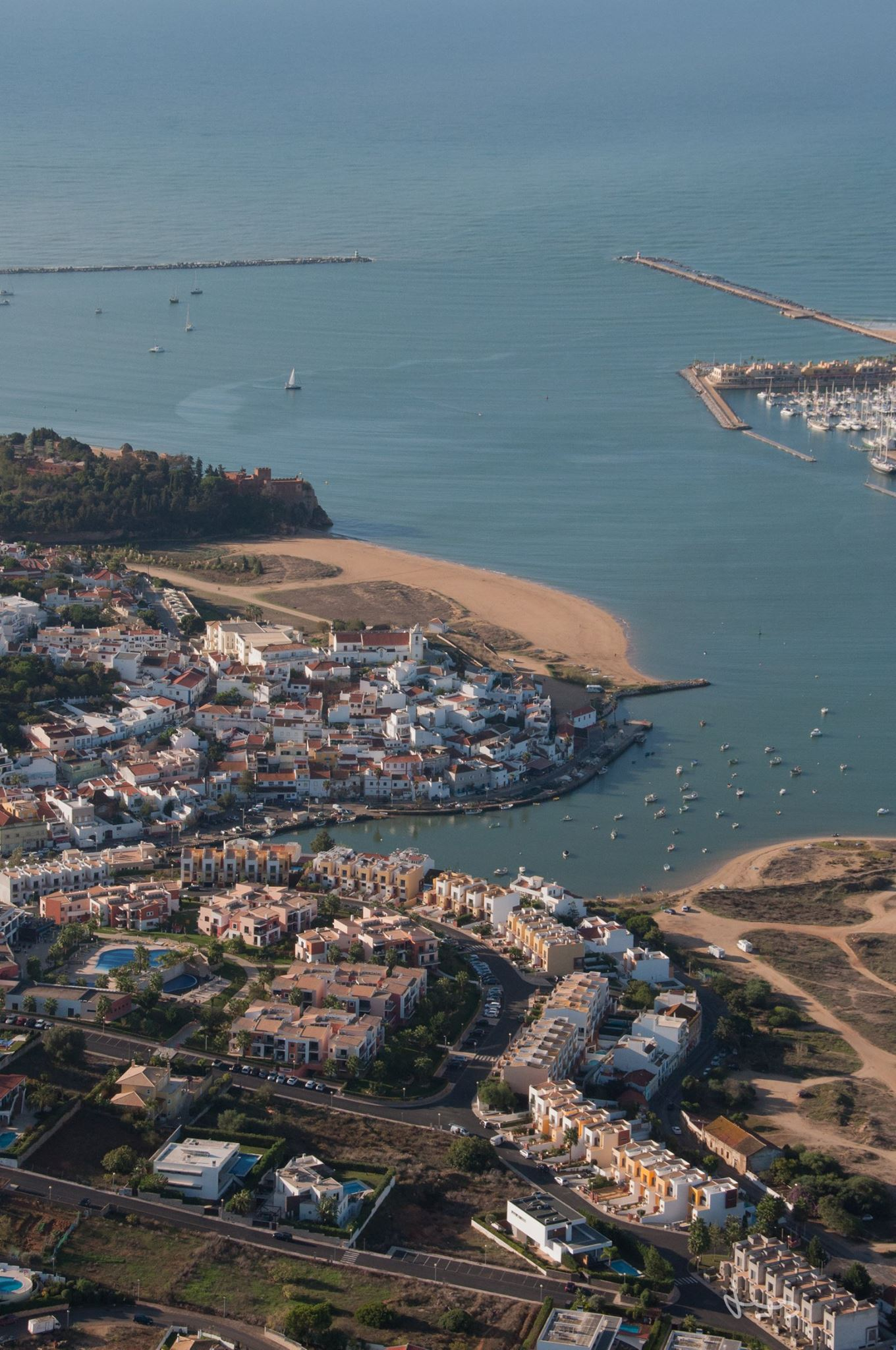
Ferragudo aan de Atlantische Oceaan

Ferragudo is een Portugees vissersdorp in het district Lagoa in de Algarve. Het is gelegen bij de monding van de Rio Arade aan de Atlantische Oceaan. Er wordt veel gebouwd om het toerisme te bevorderen. Aan de overkant van de rivier ligt de belangrijke handels- en havenstad Portimão. Zuid van het dorp ligt het kasteel van São João do Arade

## Geschiedenis

### De brief van Koningin Dona Leonor
Op 21 augustus 1520 geeft Koningin Dona Leonor met een decreet invulling aan het verzoek van de stad Silves om een nederzetting te vestigen op de plaats van Ferragudo. Daarom is het centrale plein naar haar vernoemd en bestaat Ferragudo in 2020 officieel 500 jaar. 
Silves was toen (nog) de hoofdstad van de Algarve en de bisschop had er zijn zetel. Maar de betekenis van Silves was hard achteruit gelopen. Lagos was in die tijd het centrum van de Algarve door de ontdekkingsreizen en de handel die hier uit voortkwam. Door het verzanden van de rivier werd de bereikbaarheid van Silves steeds slechter en de nieuwe stad ‘Vila Nova de Portimão’ werd belangrijker. Daar kwam ook nog bij dat de besmettelijke pest zich in Silves had genesteld. De bisschop Dom Fernando Coutinho kwam daarom bijna niet meer in de stad en zocht voor de burgers van Silves en voor zichzelf (daar later meer over) een gezonde buitenplek die de concurrentie kon aangaan met het groeiende Vila Nova de Portimao aan de andere kant van de rivier.
« Dona Leonor, bij de gratie Gods, Koningin van Portugal en de Algarven aan deze kant van en voorbij de zee in Afrika, Vrouwe van Guinea - Met dit decreet willen wij iedereen die dit aangaat informeren dat wij besloten hebben een nederzetting te vestigen op de plaats van Ferragudo aan de rand van onze stad Silves, waardoor deze plaats onderdeel wordt van de stad, omdat wij van mening zijn dat dit een privilege en een verbetering is voor de mensen die zich hier gaan vestigen, en dat mensen die druk ervaren omdat het nodig is daar kosten voor te maken zich niet hoeven te verplaatsen naar buiten de stad. Met respect voor dat wat gezegd is, zodat eenieder vrijelijk en zonder vrees naar deze plaats kan komen om het te bewonen, met dit decreet beloven en garanderen wij dat deze bevolking voor altijd onderdeel blijft van de stad en nooit onder toezicht van enig andere partij zal staan en voor altijd met deze stad verbonden zal zijn zoals ook de andere plaatsen in dit gebied dat zijn. En de groeiende bevolking zal hetzelfde bestuur en rechten hebben en altijd verenigd blijven met deze stad. En wij vragen de genadige Koning mijn broer en de prins onze geliefde en dierbare neef en de koningen die na hem komen, dit te doen vervullen en te doen behouden in dienst en voor de eer van uw Koninkrijken. »
Dus de burgers van Silves die de stad uit willen, hoeven geen druk te ervaren en geen kosten te maken, omdat Ferragudo voor altijd verbonden zal blijven met Silves. De nieuwe bewoners houden dezelfde rechten als die ze in Silves hebben. Eeuwen later zou deze belofte en garantie heel wat gedonder geven in de regio. Dona Leonor is zowel Koningin van Portugal als Koningin van de Algarven. En niet van een Algarve maar twee Algarven. 

### Ferragudo, een koninklijke gunst aan de bisschop
Aangenomen wordt dat de bisschop van de Algarve, die zetelde in Silves, het initiatief heeft genomen voor de oprichting van Ferragudo. In die tijd rond 1520 was Portugal, door ontdekkingsreizen en veroveringen, een wereldmacht. De handel in goud, slaven en specerijen floreerde. Maar met Silves ging het slecht. De rivier was slecht bevaarbaar en het leefklimaat was erbarmelijk met dodelijke ziekten. Vila Nova de Portimão aan de monding van de rivier had de handelsfunctie voor een belangrijk deel overgenomen. Silves wilde met Ferragudo haar burgers een gezond leefklimaat bieden en vooral ook invloed krijgen aan de monding van de rivier. Maar bisschop Dom Fernando Coutinho had, naar we nu weten, ook een eigenbelang. Hij leidde een frivool leven. Zo had hij minstens zes kinderen bij verschillende vrouwen en dan is een buitenverblijf wel handig. Hij is in ieder geval van bijzondere betekenis geweest voor Ferragudo, wat wordt onderstreept door de bisschoppelijke mijter boven het Portugese wapen met de zeven kastelen en de vijf schilden aan de gevel van het voormalige gemeentehuis bij de kerk in Ferragudo.
Het lijkt aannemelijk dat Koningin Dona Leonor de bisschop een gunst heeft verleend om op deze plek een ommuurde nederzetting te bouwen. Maar ook haar broer Koning Manuel heeft hieraan bijgedragen door haar decreet van 21 augustus 1520 al na twee maanden te bekrachtigen. Hoe dat zo is gekomen wordt duidelijk wanneer we in de voorgeschiedenis van het koningshuis en de ontdekkingsreizen duiken.
Leonor en haar broer tegelijk koningin en koning
Huwelijken binnen en tussen de verschillende koningshuizen in Europa werden in die tijd strategisch gearrangeerd. Zo werd aan het Portugese hof de 15-jarige kroonprins João gekoppeld aan zijn 12-jarige nicht Leonor en vijf jaar later werd hun kind Afonso geboren, waardoor voorlopig de continuïteit van de monarchie was gewaarborgd. Maar het zou allemaal anders lopen dan verwacht. Zo´n tien jaar nadat ze getrouwd waren, werden João en Leonor koning en koningin en kreeg Leonor voor een zelfstandig inkomen onder andere Silves en Faro toebedeeld. Zij leefden in de glorietijd van Portugal toen de geldverslindende ontdekkingsreizen langs de Afrikaanse kust begonnen te renderen met de handel in goud en slaven. Maar dan in 1491 komt met zestien jaar kroonprins Afonso bij het paardrijden om het leven, nog maar een jaar nadat hij getrouwd was met de Spaanse koninklijke Isabelle. De vraag was wie er nu troonopvolger moest worden. Leonor gaf de voorkeur aan haar jongere broer Manuel die ook nog eens een volle neef van de koning was. Echter João had het niet zo op zijn schoonfamilie nadat een paar jaar eerder een oudere broer van Leonor een samenzwering had beraamd om de koning te vermoorden. Koning João kwam erachter en wurgde eigenhandig de broer van Leonor. João had, zoals gebruikelijk in die kringen, een buitenechtelijke zoon en schoof hem naar voren als kroonprins. De paus in Rome besliste uiteindelijk dat Manuel troonopvolger werd. Het duurde niet lang totdat hij daadwerkelijk Koning van Portugal en de Algarven zou worden. In 1495 wordt Koning João op bezoek in Alvor vergiftigd en sterft. Zijn troonopvolger Manuel wordt koning en Leonor blijft koningin. Een hele bijzondere situatie. Dat blijft zij ook nadat Manuel trouwt met de Spaanse Isabelle, de weduwe van de zoon van Leonor. Ook heel bijzonder.
Een werelddeal van de toekomstige bisschop van de Algarve
Toen João koning was, was de zoektocht naar de herkomst van kostbare specerijen al gevorderd tot de zuidpunt van Afrika. Aangetrokken door het succes kwam de Italiaanse ontdekkingsreiziger Christoffer Columbus naar Lissabon met het idee om via het ongewisse westen naar India te varen. Hij eiste dan wel dat hij gouverneur van de nieuwe te ontdekken koloniën zou worden en dat hij een tiende deel van de toekomstige handelswaarde zou krijgen. Koning João vond het eisenpakket van Columbus wat te gortig en zond hem heen. Het koningshuis in Spanje, dat gek van jaloezie was op de Portugese successen, ging gretig in op zijn eisen en in 1492 ontdekte Columbus nieuw land. Hij kwam aan op een eiland bij de Bahama's in het midden van Amerika. Nu zowel Portugal als Spanje de wereld aan het veroveren waren, moest de paus beslissen wie waar recht op had. De belangen waren groot en er werd zwaar onderhandeld. Namens Portugal werden de onderhandelingen gevoerd door de latere bisschop van de Algarve Dom Ferdinand Coutinho. En dat heeft hij goed gedaan! De uitkomst was een demarcatielijn tussen de Portugese Kaapverdische Eilanden en de Spaanse Bahamas. Deze lijn is op de wereldkaart uit 1502 aangegeven. Het land ten oosten van de lijn was voor Portugal en ten westen voor Spanje. 5 jaar later ontdekte Portugal de kust van Brazilië dat ten oosten van de onderhandelde demarcatielijn lag. Het lijkt op geluk, maar historici verdenken Portugal ervan hier voorkennis van te hebben gehad bij de onderhandelingen. Koning João heeft het grote doel van de ontdekkingsreizen, het bereiken van het verre India dat toen als bron van de meest waardevolle specerijen werd gezien, niet meer meegemaakt. Vasco da Gama bereikte in 1498 de kust van India, waarna vele handelsmissies zouden volgen. De reizen gingen verder naar Indië, waar de specerijen werkelijk vandaan kwamen, en naar China. Lissabon werd het wereldlijke centrum van handel waar kooplieden uit alle windstreken naar toe kwamen.
1520, een groots jaar voor Ferragudo
In het jaar dat Ferragudo is opgericht, ontdekte de Portugees Fernão de Magalhães in Zuid-Amerika een doorgang van de Atlantische Oceaan naar de Stille Oceaan en 2 jaar later was de eerste reis om de wereld voltooid. In 1520 was ook de Toren van Belém gereed, het symbool van de Portugese grootsheid. Koningin Dona Leonor was de rijkste vrouw van Europa en zeer begaan met de minderbedeelden. Zij heeft ´Santa Casa de Misericordia´ (Heilig Huis van Barmhartigheid) opgericht voor hulp en zorg aan armen, zieken, gehandicapten en verwaarloosde kinderen. Het bestaat nog altijd en heeft het exclusieve recht op de exploitatie van kansspelen dat heel veel geld oplevert voor goede doelen. De ´geboorte´ van Ferragudo stamt uit deze bijzondere tijd en het lijkt erop dat het een koninklijke gunst aan Dom Fernando Coutinho, de bisschop van de Algarve, was.

### Ferragudo een veilige plek om voor anker te gaan
Er zijn meerdere lezingen over waar de naam Ferragudo vandaan komt. Zo zou een Spaanse edelman Johane Anes Ferro Agudo de naamgever zijn. Ook wordt er gesuggereerd dat er ooit op Praia da Angrinha een scherpe (agudo) ijzeren machine (engenho de ferro) heeft gestaan voor het aan land brengen van vis. De samenvoeging van ‘ferro’ en ‘agudo’ werd Ferragudo. De meest bijzondere verklaring is dat bij de strijd om Silves de Moorse reus ‘Ferragut’ hier is gedood en naar deze reus is vernoemd.  De Moorse reus wordt beschreven in het welbekende Roelantslied dat populair was bij de kruisvaarders die de Moren uit Spanje en Portugal wilden verdrijven. Kruisridder Roelant doodde na een heroïsch gevecht de onoverwinnelijk geachte reus die ‘voor geen speer bang was en de kracht had van 40 sterke mannen’. De meest logische verklaring voor de herkomst van Ferragudo is dat deze plaats een veilige plaats was om voor anker te gaan, vooral in geval van een noodsituatie. Het oud-Portugese ‘ferrar’ is afgeleid van het Latijnse ‘ferrāre’ dat staat voor ‘een anker werpen’ en het oud-Portugese ‘agudo’ komt van het Latijnse ‘acūtus’ dat staat voor urgent. De samenvoeging van ‘ferrar’ en ‘agudo’ heeft geleid tot de naam Ferragudo.   